# Me and Mr. Johnson
Me and Mr. Johnson är ett album av Eric Clapton, utgivet i mars 2004. Albumet är en hyllning till den legendariske bluesmusikern Robert Johnson och består helt av dennes låtar.
Albumet nådde sjätteplatsen på den amerikanska Billboardlistan.

## Låtlista
Alla låtar är skrivna av Robert Johnson.
1. "When You Got a Good Friend" - 3:22
2. "Little Queen of Spades" - 5:00
3. "They're Red Hot" - 3:27
4. "Me and the Devil Blues" - 2:58
5. "Traveling Riverside Blues" - 4:33
6. "Last Fair Deal Gone Down" - 2:37
7. "Stop Breakin Down Blues" - 2:32
8. "Milkcow's Calf Blues" - 3:20
9. "Kind Hearted Woman Blues" - 4:09
10. "Come on in My Kitchen" - 3:37
11. "If I Had Possession Over Judgement Day" - 3:29
12. "Love in Vain" - 4:04
13. "32-20 Blues" - 3:01
14. "Hell Hound on My Trail" - 3:51

## Medverkande
- Eric Clapton - gitarr, sång
- Andy Fairweather-Low - gitarr
- Doyle Bramhall II - gitarr
- Jerry Portnoy - munspel
- Billy Preston - keyboard
- Nathan East - bas
- Steve Gadd  - trummor